# Bandar Lampung
Bandar Lampung (Indonesisch voor drijvende haven en heette vroeger Tanjungkarang en Tanjungkarang-Telukbetung), is een plaats in Indonesië. Het is de hoofdstad van de provincie Lampung. De stad ligt aan het zuidpunt van het eiland Sumatra aan de Straat Soenda en vormde lange tijd de toegangspoort voor reizigers en immigranten vanuit Java. Sinds de aanleg van de haven bij Bakauheni is deze functie echter afgenomen in belang. Anno 2010 telde Bandar Lampung ongeveer 881.801 mensen. De plaats stond in het verleden toen Indonesië nog een Nederlandse kolonie was bekend onder de naam Oosthaven.
De oude steden Tanjungkarang (Tandjoeng Karang) en Telukbetung (Telok Betoeng) vormen onderdeel van de stad. Beide steden werden bedekt met een laag as tijdens de uitbarsting van de Krakatau in 1883 en waren daarop enkele decennia onbewoond, alvorens weer in gebruik te worden genomen begin 20e eeuw. In 1983 werden beide steden samengevoegd tot de huidige stad Bandar Lampung. De stad vormt een van de plekken waar inwoners van het overbevolkte Java zich vestigen. De stad is met wegen en spoorwegen verbonden met de grondstoffenprovincies in het noorden van het eiland. De economie van de stad is gecentreerd rond de haven, bestuursfuncties en de landbouw.
Vanuit de stad worden excursies georganiseerd naar de Krakatau. Nabij de stad ligt het nationaal park Way Kambas, waar zich een olifantenopleidingscentrum bevindt.

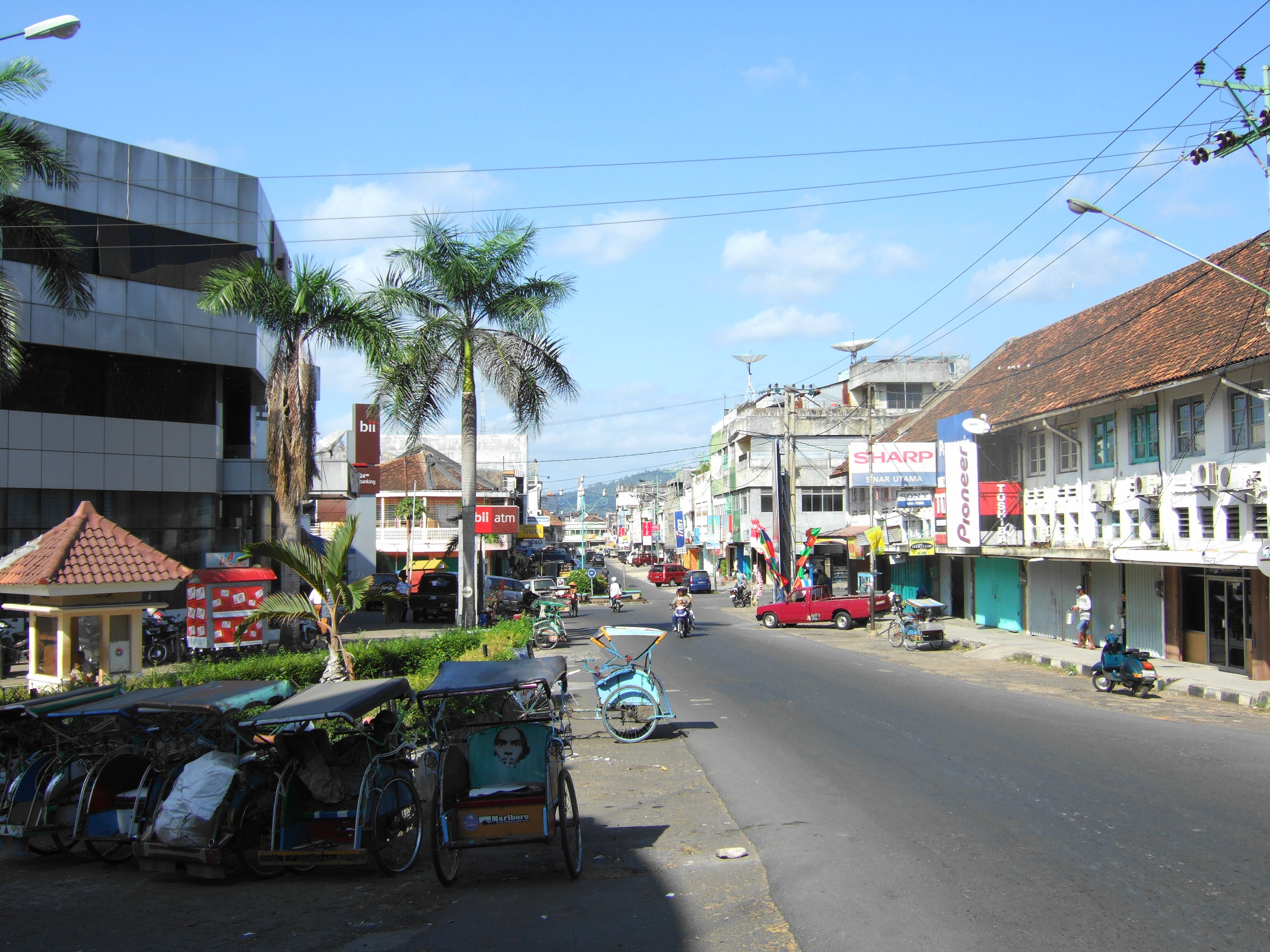
Ikan Hiu-straat in Bandar Lampung
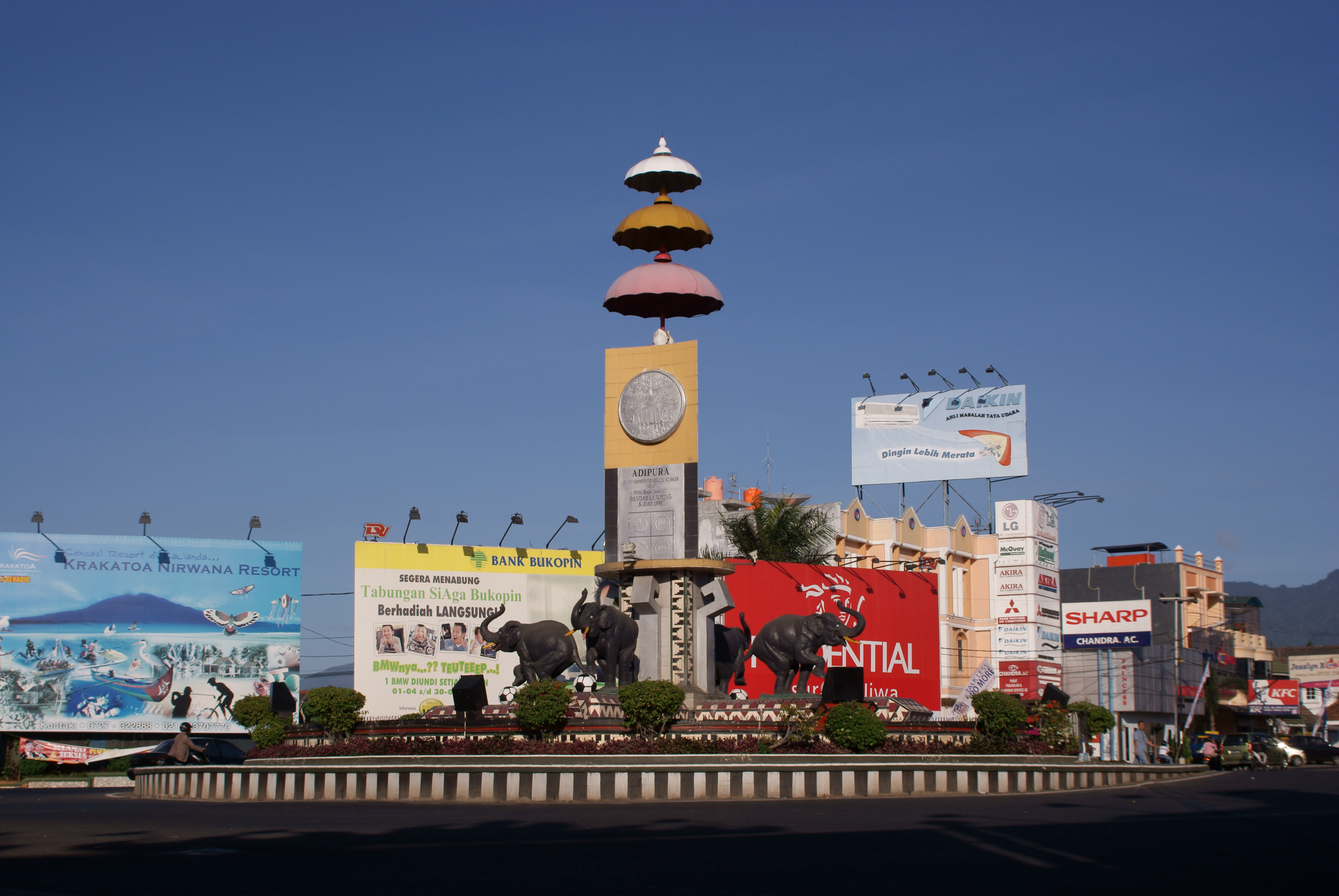
Het Adipuramonument in de stad
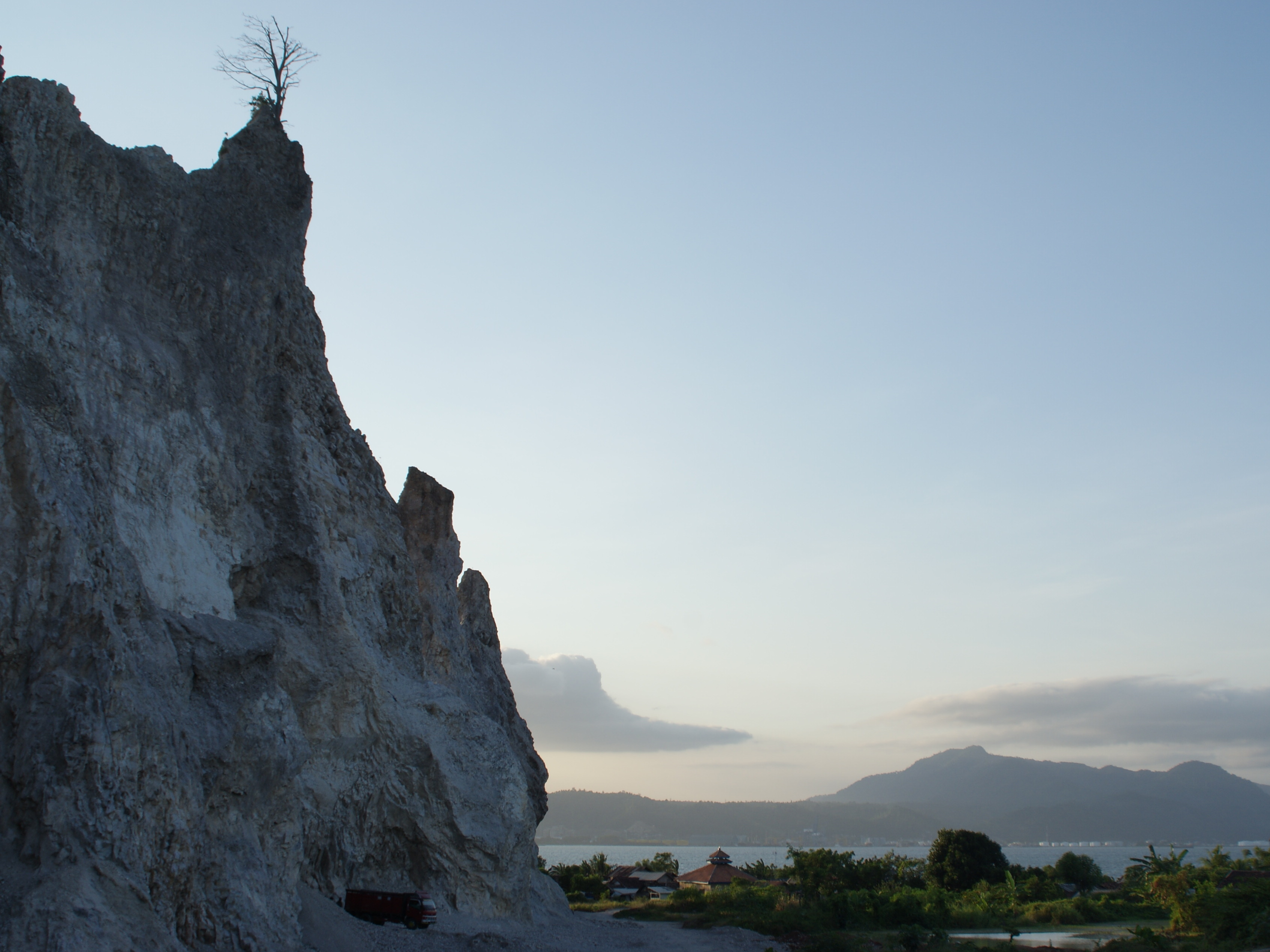
De baai van Bandar Lampung met de berg Kunyit op de achtergrond

## Geboren
- Gepke Witteveen (1951). Nederlands actrice en regisseuse

Stadsgemeenten: Bandar Lampung · Metro

Regentschappen: Centraal-Lampung · Oost-Lampung · Mesuji · Noord-Lampung · Pesawaran · Pringsewu · Zuid-Lampung · Tanggamus · Tulang Bawang · Way Kanan · West-Lampung · West-Tulang Bawang